# برزین دن (سیب و سوران)
برزین دن، روستایی در دهستان هیدوچ بخش هیدوچ شهرستان سیب و سوران در استان سیستان و بلوچستان ایران است.

## جمعیت
بر پایه سرشماری عمومی نفوس و مسکن در سال ۱۳۹۵، جمعیت این روستا برابر با ۱۰۱ نفر (۲۵ خانوار) بوده‌است.